# Xylocopa vogtiana
Xylocopa vogtiana är en biart som beskrevs av Günther Enderlein 1913. Xylocopa vogtiana ingår i släktet snickarbin, och familjen långtungebin. Inga underarter finns listade i Catalogue of Life.